# Laki Anikó
Laki Anikó (Budapest, 1974. május 12. –) magyar úszó, paralimpikon.

## Sportpályafutása
1976-ban egy baleset következtében combközéptől amputálták jobb lábát. Hamar kiderült, hogy a vízben jól érzi magát, sok időt töltött szülővárosa, Ráckeve uszodájában, ezért édesanyja unszolására 1987-től részt vett a környékbeli úszóversenyeken. Ezek egyikén fedezte fel későbbi edzője, Koller István. 1988-ban kapott meghívást a paralimpiára felkészítő edzőtáborba, majd nemzetközi versenyeken is bizonyíthatta tehetségét a keleti blokk országaiban.
Pályafutása során SB8, S9 és SM9-es kategóriákban is versenyzett.
Első jelentősebb sikerét a franciaországi Saint-Étienne-ben rendezett ifjúsági világbajnokságon aratta 1990-ben, immár Paczulák András tanítványaként, ahol az SB8-as kategóriában 100 m mellen ezüstérmet, 100 m gyorson, 400 m gyorson, 100 m háton pedig bronzérmet szerzett a Halassy SC versenyzőjeként.Rákövetkező évben, immár a Delfin SE versenyzőjeként a felvezetésként megnyerte a Nyíregyházán megrendezett III. Szabolcs Kupát, majd a barcelonai Európa-bajnokságon elsőként csapott célba 100 m mellen, ezzel a dobogó legfelső fokára állhatott fel.
Pályafutása legnagyobb sikerét a barcelonai paralimpián aratta, ahol a kitűzött célnak megfelelően második lett a kanadai Joanne Mucz mögött, 1:40-es időt úszva, majdnem hat másodperccel javítva meg előző évi idejét. 1993-ban edzője visszavonult, ő pedig abban az évben érettségizett, így, bár érzett magában affinitást a folytatáshoz, inkább tanulmányaira koncentrált és felhagyott az aktív versenyzéssel. Ekkoriban azt tervezte, hogy a Testnevelési Főiskola elvégzése után gyerekeket oktat majd az úszás alapjaira.

## Eredményei
- paralimpiai ezüstérmes (1992)
- ifjúsági világbajnoki ezüstérmes (1990)
- ifjúsági világbajnoki bronzérmes (4x) (1990)
- Európa-bajnok (1991)

## Díjai, elismerései
- Az Év Mozgáskorlátozott Női Sportolója (harmadik helyezett) (1991)[8]
- Köztársasági Elnöki Elismerő Oklevél (1992)[9]
- Az Év Mozgáskorlátozott Női Sportolója (második helyezett) (1992)[10]
- Testnevelési és Sportdíj – Ráckeve Önkormányzata (2008)

## Családja
1994-ben kötött házasságot, egy fia, majd egy lánya született. Lánya eleinte versenyszerűen úszott, fia amatőrként pedig országos kajakversenyt nyert.